# 馬克 (密蘇里州)
馬克（英語：Mark）是位於美國密蘇里州馬里昂縣的鬼鎮。

## 歷史
馬克的郵局於1914年設立，其後於1927年停運。

## 地理
馬克所處的海拔為高於海平面143米（即469英呎），而該地所採用的時區為UTC-6，即北美中部時區（CST）。同時該地設有夏令時間，為UTC-6調快一小時，即UTC-5（CDT）。